# متنولون
متنولون، متنولون استات، متنولون انانتات یا پریموبولان (به انگلیسی: Metenolone) دارویی از خانوادهٔ استروئیدهای آنابولیک است. از موارد استفادهٔ آن می‌توان به بی اشتهایی، لاغری، بیماری‌های لاغر کننده، خستگی، نقاهت، حالات کاشکسی، هنگام درمان با اشعه، درمان‌های سیتواستاتیک، کمک به درمان سرطان پیشرفته پستان و دستگاه تناسلی زنان، اوستئوپوروز، بیماری‌های مزمن کبد و کلیه، هیپرتیروئیدی، دیستروفی عضلانی در کودکان کم رشد اشاره کرد.

## ملاحظات
این دارو برای افراد مبتلا به سرطان پروستات ممنوع می‌باشد. مصرف آن در دوران بارداری نیز ممنوع است.

## عوارض جانبی
مصرف این دارو در دختران جوان به ندرت باعث بروز آکنه، رویش موی صورت و پا، خشونت و کلفت شدن صدا شود. در ابتدا این عوارض معمولاً با قطع درمان برطرف می‌شوند ولی چنانچه درمان ادامه یابد ممکن است منجر به کلفتی صدا گردد که قابل برگشت به حال طبیعی نباشد.